# Kustići
Kustići je naselje u Republici Hrvatskoj, u sastavu Grada Novalje, Ličko-senjska županija. 

## Povijest
Selo Kustići pripada skupu sela koje otočani nazivaju Barbati. U prošlosti ovo selo se još zvalo Zmorašnje Selo, a nastalo je u 18. stoljeću doseljavanjem obitelji Kustić, Sabalić i Donadić iz grada Paga poradi lova i sušenja tada čestih jata tuna.

## Stanovništvo
Prema popisu stanovništva iz 2001. godine, naselje je imalo 130 stanovnika te 43 obiteljskih kućanstava. Prema popisu iz 2011. naselje je imalo 139 stanovnika.
| broj stanovnika |       |       |       |       |       |       |       |       | 171   | 178   | 172   | 164   | 134   | 123   | 130   | 139   | 138   |
|                 | 1857. | 1869. | 1880. | 1890. | 1900. | 1910. | 1921. | 1931. | 1948. | 1953. | 1961. | 1971. | 1981. | 1991. | 2001. | 2011. | 2021. |